# HTC Love
HTC Love，原廠型號HTC P3340，HTC P3350，是台灣宏達電公司所推出的智慧型手機，搭載微軟 Windows Mobile 5，音樂手機，擁有RollR軌跡球滑鼠與360度滾輪設計，方便單手操控。2007年1月於歐洲首度發表。已知客製版本HTC P3340，HTC P3350，Dopod M700，Dopod D802，Dopod D805。

## 技術規格
- 處理器：TI OMAP 850 200MHz
- 作業系統：Windows Mobile 5.0 PocketPC Phone Edition
- 記憶體：ROM：128MB，RAM：64MB，內建存儲：128MB
- 尺寸：109 毫米 X 58 毫米 X 16.8 毫米
- 重量：130g（含電池）
- 螢幕：QVGA 解析度、2.8 吋 TFT-LCD 平面式觸控感應螢幕
- 網路：GSM/EDGE
- 藍牙：2.0 with EDR
- Wi-Fi：IEEE 802.11 b/g
- 相機：200萬畫素相機，支援自動對焦功能
- 電池：1200mAh充電式鋰或鋰聚合物電池

## 外部連結
- HTC P3350 概觀（页面存档备份，存于）
- HTC P3350 技術規格（页面存档备份，存于）